# Jack Marley
Jack Marley (16 de noviembre de 2002) es un deportista irlandés que compite en boxeo. En los Juegos Europeos de Cracovia 2023 consiguió una medalla de plata en la categoría de 92 kg.

## Palmarés internacional
| Juegos Europeos | Juegos Europeos     | Juegos Europeos  | Juegos Europeos |
| Año             | Lugar               | Medalla          | Categoría       |
| --------------- | ------------------- | ---------------- | --------------- |
| 2023            | Nowy Targ (Polonia) | Medalla de plata | 92 kg           |